# 横浜市立三ツ境小学校
横浜市立三ツ境小学校（よこはましりつ みつきょうしょうがっこう）は、神奈川県横浜市瀬谷区三ツ境にある公立小学校。

## 歴史
1943年（昭和18年）、現在の三ツ境小学校付近を校区として原小学校ができたが、現三ツ境小付近住民には遠かったため、1955年（昭和30年）5月1日に生まれたのが原小学校・三ツ境分校である。授業は6月1日に開始された。その後、三ツ境分校は生徒増のために独立し、1956年（昭和31年）4月1日に横浜市立三ツ境小学校が誕生した。
1974年（昭和49年）には児童数増加のため木造校舎が取り壊され、1980年（昭和55年）に鉄筋化工事が終了した。
1982年（昭和57年）から校内整備が始まり、花壇、鳥小屋、流水地、正門などができ、1983年（昭和58年） - 1992年（平成4年）の間に第二期校庭整備、防球ネット取り付け、プール改修工事、陶芸焼き釜庫、低学年用砂場、A校舎前に花壇取り付け工事、体育館工事を行い、現在に至る。

## 学区
瀬谷区阿久和西一丁目1番地から6番地まで、8番地、26番地の1、三ツ境1番地から85番地まで、87番地から92番地まで、97番地から177番地まで

## 校歌
作詞者は草野心平、作曲者は團伊玖磨、編曲者は横森正。

## 著名な出身者
- 岩﨑達郎 - プロ野球選手（東北楽天ゴールデンイーグルス所属）

## 交通
- 相模鉄道三ツ境駅より徒歩15分
- 神奈中バス三ツ境小学校前バス停より徒歩1分